# آشپزی کره‌ای
غذاهای کره‌ای سنت‌ها و شیوه‌های معمول آشپزی کره آشپزی است. غذاهای کره ای طی قرن‌ها تحولات اجتماعی و سیاسی به وجود آمده‌است که از سنت‌های کشاورزی و عشایری باستان در کره و منچوریای جنوبی گرفته شده‌اند و از طریق تعامل پیچیده‌ای از محیط طبیعی و روندهای مختلف فرهنگی تکامل یافته‌اند.
غذاهای کره‌ای عمدتاً بر پایه برنج، سبزیجات و گوشت است. وعده‌های غذایی سنتی کره ای به تعداد مخلفات (반찬؛ 飯 饌؛ banchan) ذکر شده‌است که همراه با برنج دانه کوتاه پخته شده با بخار است. کیمچی تقریباً در هر وعده غذایی سرو می‌شود. مواد تشکیل دهنده متداول آن شامل روغن کنجد، دونجان (رب لوبیا تخمیر شده)، سس سویا، نمک، سیر، زنجبیل، فلفل تند، گوچوآنگ (خمیر فلفل قرمز تخمیر شده) و کلم ناپا است.
مواد لازم و ظروف در هر استان متفاوت است. بسیاری از غذاهای منطقه ای ملی شده‌اند، و ظروف که زمانی منطقه ای بودند، در انواع مختلف در سراسر کشور گسترش یافته‌است. غذاهای دربار سلطنتی کره زمانی همه غذاهای بی نظیر منطقه را برای خانواده سلطنتی گرد هم آورده بود. غذاها توسط آداب فرهنگی کره تنظیم می‌شوند.

## غذا

### دانه‌ها

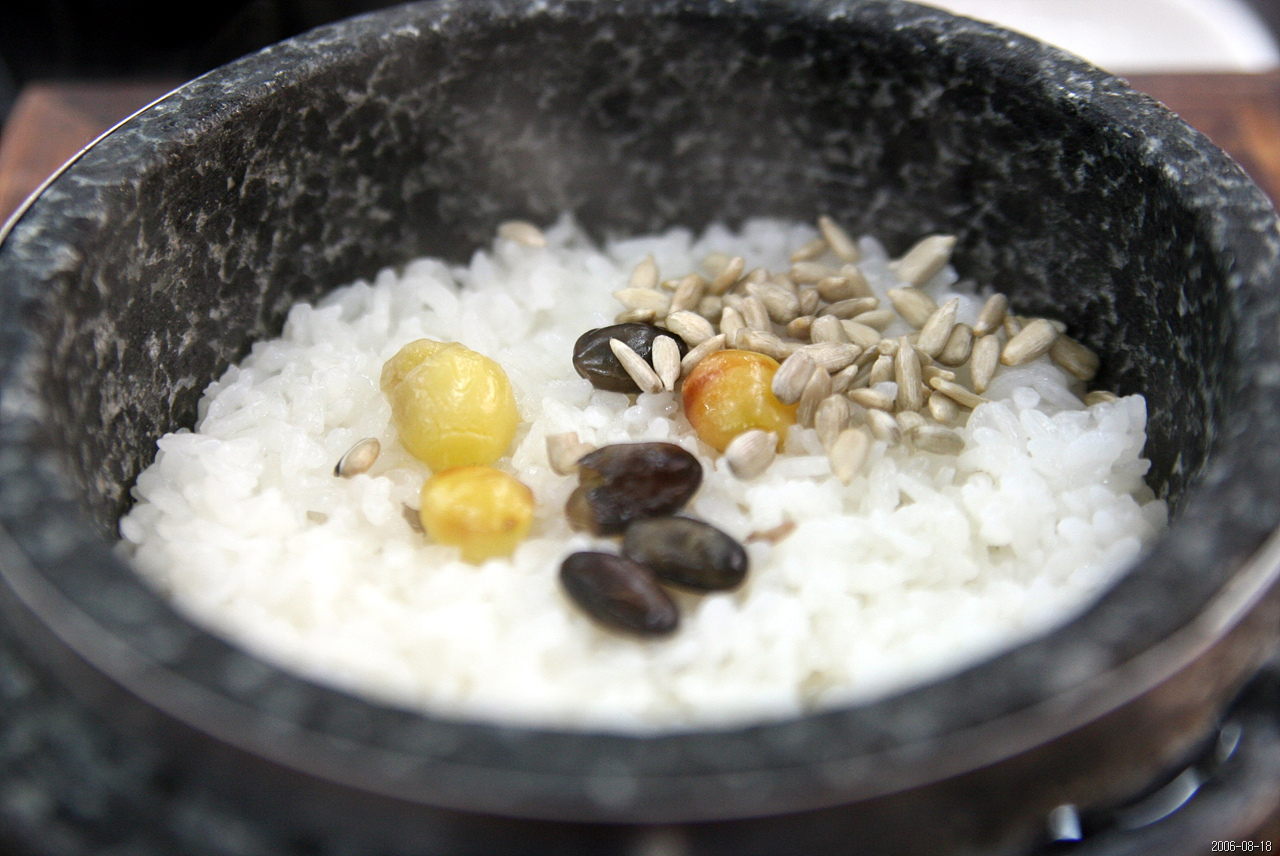
Dolsotbap، برنج پخته شده در ظرف سنگی (dolsot)

غلات یکی از مهمترین عناصر در غذاهای کره ای بوده‌اند. اسطوره‌های اولیه و بنیاد پادشاهی‌های مختلف کره بر روی دانه‌ها متمرکز شده‌است. یکی از اسطوره‌های بنیادی مربوط به جومونگ است، که دانه جو را از دو کبوتر ارسال شده توسط مادرش پس از تأسیس امپراتوری گوگوریو دریافت کرد. با این وجود اسطوره دیگری دربارهٔ سه خدای بنیان‌گذار جزیره ججو، که باید با سه شاهزاده خانم تامنا ازدواج کنند، صحبت می‌شود. خدایان بذرهای پنج دانه را که اولین بذرهای کاشته شده بودند، به ارمغان آوردند که به نوبه خود اولین نمونه کشاورزی شدند.
برای درست کردن تعداد تعداد زیاد برنج سفید ساده، استفاده می‌شود. معمولاً در آرد ریخته می‌شود و برای تهیه کیک برنجی به نام تتئوک در بیش از دویست نوع مختلف استفاده می‌شود. برای پخت کایو (juk) یا حریره (mieum) که مخلوط با سایر غلات، گوشت، یا غذاهای دریایی است نیز استفاده می‌شود. کره ای‌ها همچنین شراب برنج، تولید می‌کنند.

### حبوبات

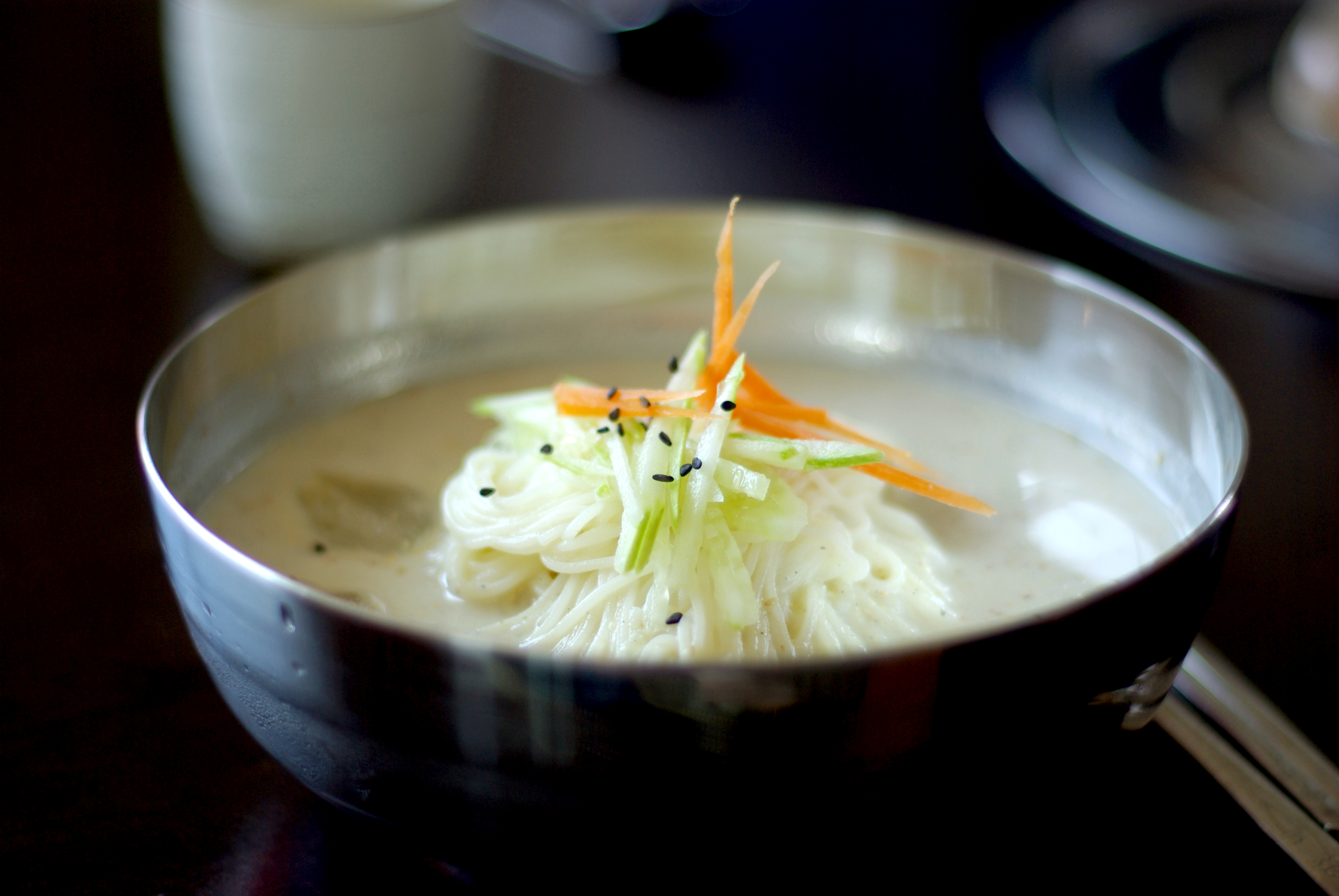
Kongguksu، یک غذای نودل سرد با آبگوشت ساخته شده از لوبیای سویا

با توجه آثار کشف شده سایت‌های باستان‌شناسی در کره جنوبی حبوبات از محصولات زراعی مهم در تاریخ کره و غذاهای کره به‌شمار می‌آیند، حفاری در سایت اوکبانگ، جینگجو، استان جیونگانگ جنوبی نشان می‌دهد که سویا به عنوان یک محصول غذایی حدود ۱۰۰۰ تا ۹۰۰ قبل از میلاد مسیح کشت می‌شده‌است. و از ان توفو (dubu) ساخته می‌شده، در حالی که جوانه سویا به عنوان یک سبزی (کنگامول) مورد استفاده بوده است و کل سویا به عنوان یک چاشنی غذای جانبی استفاده می‌شود. همچنین از آن شیر سویا می‌سازند که به عنوان پایه نودل به نام کنگوکسو استفاده می‌شود. محصول جانبی تولید شیر سویا بیجی یا کنگ بیجی است که برای ضخیم شدن خورش و فرنی استفاده می‌شود.

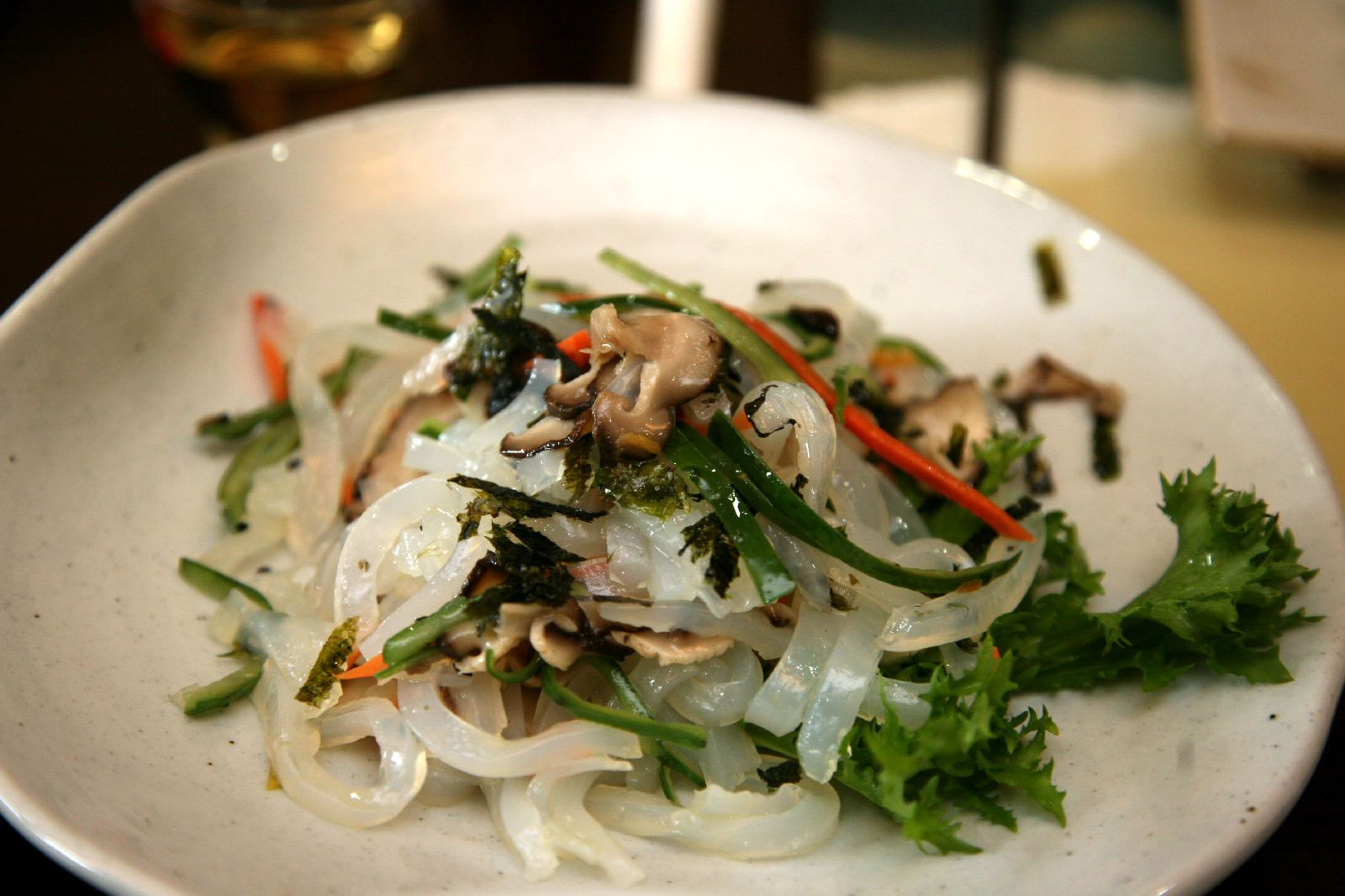
Tangpyeongchae، ظرف ساخته شده با نوکدوموک (ژله نشاسته ماش) و سبزیجات

سس سویا

### چاشنی‌ها و چاشنی‌ها
چاشنی‌ها به انواع تخمیر شده و غیرتخمیری تقسیم می‌شوند. چاشنی تخمیر شامل سس سویا، doenjang , gochujang و سرکه هستند. چاشنی‌ها یا ادویه جات ترشی جات شامل فلفل قرمز، فلفل سیاه، سندیفولیا، خردل، راس چینی، سیر، پیاز، زنجبیل، تره فرنگی و پیازچه (پیاز بهار) هستند.

### گوچوجانگ
گوچوجانگ یا خمیر فلفل قرمز را می‌توان در بسیاری از نوشته‌ها یافت. برخی از نوشته‌ها عبارتند از Mankiyoram , The Three State , Nonggawolryeongga , Gijaejapgi و Hyangyak-jipsongbang. Hyangyak-jipsongbang که مربوط به حدود سال ۱۴۳۳ در زمان سلسله چوسون است، و یکی از قدیمی‌ترین نوشته‌های ذکر شده گوچوجانگ است.
گوچوجانگ یک خمیر باقلا تخمیری است که دارای پودر فلفل قرمز، پودر سویا و آرد برنج است که به آن اضافه می‌شود تا یک خمیر تند ایجاد کند. به‌طور معمول می‌توان آن را به بیشتر ظروف اضافه کرد. گوچوجانگ را می‌توان به عنوان یک چاشنی و گاهی به عنوان سس غوطه‌ور استفاده کرد.

### گوشت

کره‌ای‌ها در قرن ۱۸ ام هنگام مصرف گوشت و الکل

در دوران باستان، احتمالاً بیشتر گوشت کره از طریق شکار و ماهیگیری حاصل می‌شد. سوابق باستان نشان می‌دهد که پرورش دام در مقیاس کمی در دوره سه پادشاهی آغاز شد. در این مدت گوشت بو داده یا سوپ یا خورش مصرف می‌شد. کسانی که در نزدیکی اقیانوس‌ها زندگی می‌کردند توانستند رژیم غذایی خود را با ماهی بیشتری تکمیل کنند، در حالی که کسانی که در فضای مرکزی و شهرهای مرکز کشور زندگی می‌کردند رژیم غذایی حاوی گوشت بیشتری داشتند.

#### گوشت گاو

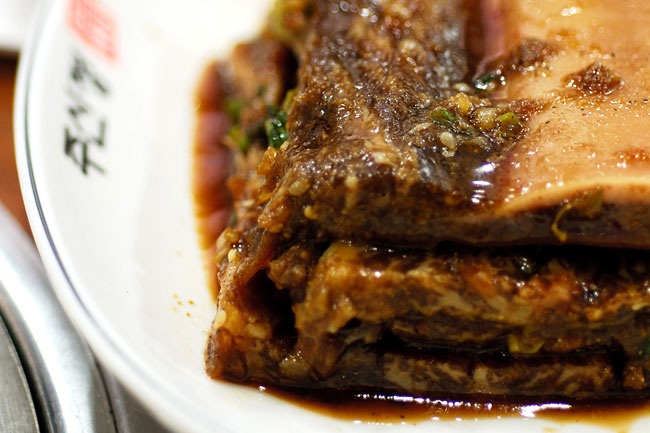
گالبی دریایی قبل از کباب کردن

گوشت گاو در آشپزی کره‌ای از همه ارزشمندتر است، چراکه گاوها نقش مهم فرهنگ آشپزی خانگی در کره ای دارند. امروزه گوشت گاو به روشهای مختلفی، از جمله کباب کردن، گریل کردن (گوی) یا جوشاندن سوپ‌ها تهیه می‌شود. گوشت گاو را می‌توان در یوکپو، نوعی از پو، مانند غذاهای دریایی به نام eopo نیز خشک کرد.

#### جوجه
مرغ نقش مهمی را به عنوان تأمین پروتئین در تاریخ کره ایفا کرده‌است که گواه آن توسط تعدادی از افسانه هاست. یکی از اسطوره می‌گوید از تولد کیم الجی، بنیان‌گذار خانواده کیم از گیونگجو توسط صدای یک مرغ سفید اعلام شد. از آنجایی که همیشه تولد بنیان‌گذار یک طایفه توسط یک حیوان با خصوصیات پیش از تولد اعلام می‌شود، این اسطوره به اهمیت مرغ در فرهنگ کره ای می‌پردازد. مرغ اغلب با سبزیجات یا سوپ‌ها بو داده شده یا خامه ای سرو می‌شود. تمام قسمت‌های مرغ در غذاهای کره ای از جمله سنگدان، کبد و پا استفاده می‌شود. جوجه‌های جوان با جینسنگ و سایر مواد موجود در سوپ‌های دارویی در ماه‌های تابستان، برای مقابله با گرما به نام samgyetang خورده می‌شوند. پای مرغ، به نام dakbal (닭발)، اغلب بوداده و با گوچوجانگ به همراه مشروبات الکلی، به خصوص سوجو سرو می‌شود.

#### ماهی و غذای دریایی

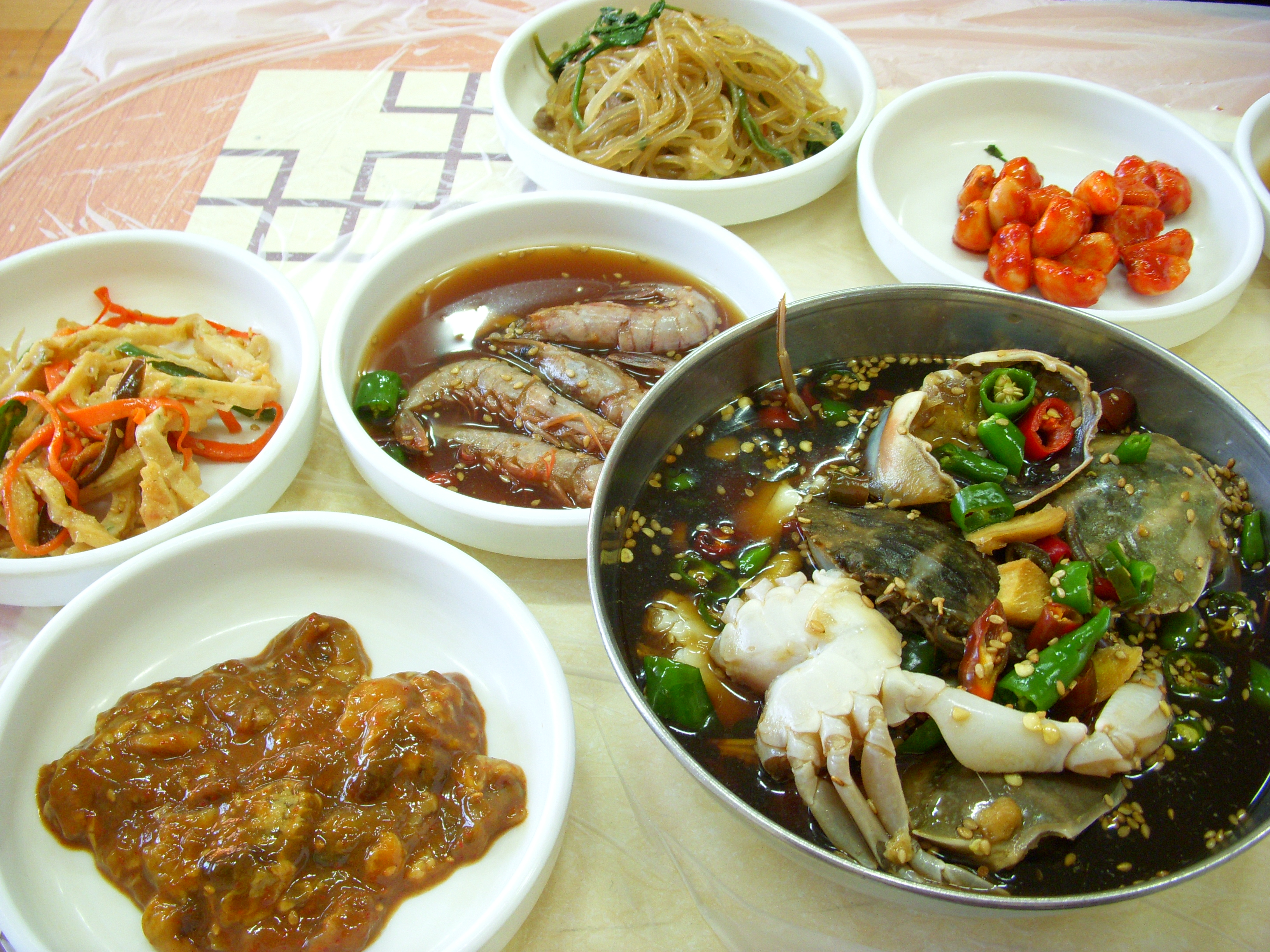
یک کاسه گیجنگ، خرچنگهای ترشی شده در سس سویا و بشقابهای مختلف موز (غذاهای جانبی کوچک)

ماهی و صدف به دلیل وجود دریاهایی که در مرز شبه جزیره قرار گرفته‌اند بخش عمده ای از غذاهای کره ای بوده‌اند. شواهدی از قرن ۱۲ ام نشان می‌دهد ماهی و صدف ماهی، مانند میگو، صدف دوکفه‌ای، صدف چروک، صدف آبالون، و لوچ مصرف عمده ای در آشپزی کره‌ای داشته‌اند، در حالی که گوسفندان و خوک به طبقه اشراف جامعه اختصاص داشته‌است.

### سبزیجات

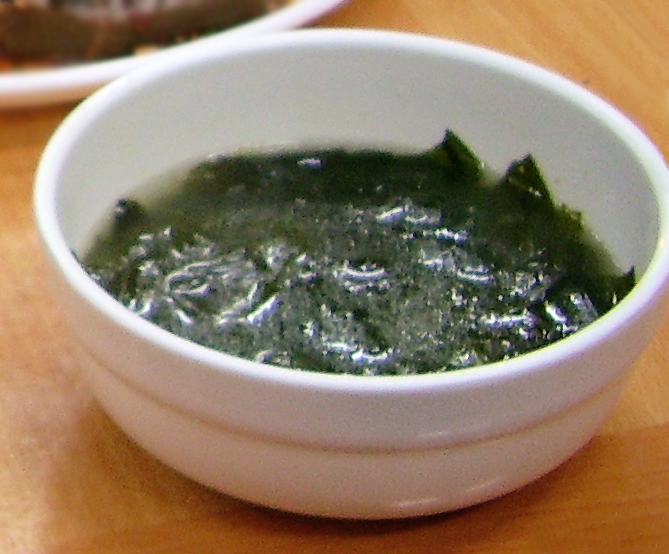
Miyeok guk، سوپ ساخته شده از جلبک دریایی دریا، واکامه

غذاهای کره ای از سبزیجات متنوعی استفاده می‌کنند، که اغلب آنها را بدون پخت‌وپز، یا در سالاد یا ترشی، و همچنین در خورش‌های مختلف، غذاهای سرخ شده و سایر غذاهای گرم تهیه می‌شود. سبزیجات متداول شامل تربچه کره ای، کلم نپا، خیار، سیب زمینی، سیب زمینی شیرین، اسفناج، جوانه لوبیا، پیازچه، سیر، فلفل‌های چیلی، جلبک دریایی، کدو سبز، قارچ و ریشه نیلوفر آبی هستند. انواع مختلفی از سبزیجات وحشی، که به‌طور جمعی به عنوان چوینامول شناخته می‌شوند، یک غذای محبوب است و سایر سبزیجات وحشی مانند شاخه‌های سرخس قورچی (گوزاری) یا ریشه گل کلم کره ای (doraji) نیز به صورت فصلی برداشت می‌شوند و مصرف می‌شوند. گیاهان دارویی، مانند جینسنگ، قارچ جان‌افزا، گوجی‌بری، Codonopsis pilosula و Angelica sinensis، اغلب به عنوان ترکیبات در پخت‌وپز استفاده می‌شوند.

### غذاهای دارویی
غذای دارویی (boyangshik) طیف گسترده‌ای از غذاهای خاص است که برای اهداف دارویی تهیه شده و خورده می‌شود، به خصوص در گرم‌ترین دوره ۳۰ روزه در تقویم قمری به نام سمبوک. اعتقاد بر این است که غذاهای گرم مصرف شده باعث بازیابی چی و همچنین استقامت جنسی و جسمی گم شده در گرمای تابستان می‌شوند. غذاهای دارویی که معمولاً مصرف می شود شامل جینسنگ، مرغ، بز سیاه، آبالون، مارماهی، کپور، سوپ‌های استخوان گاو، کلیه خوک و سگ است.

#### گوشت سگ

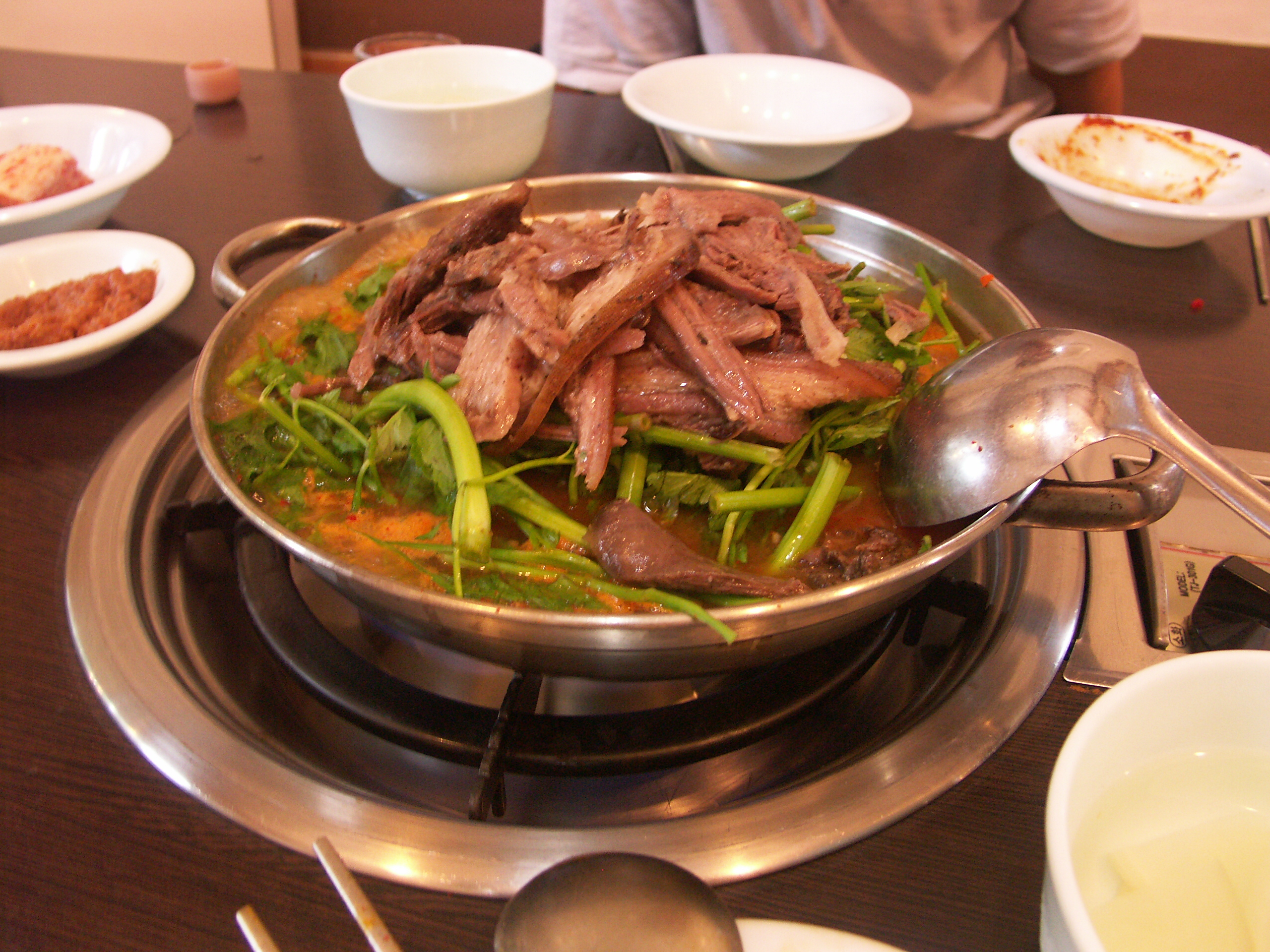
Gaegogi Jeongol

امروزه گوشت سگ از محبوبیت کمتری برخوردار است و بیشتر به عنوان نوعی رژیم غذایی مهم تلقی می‌شود، به ویژه در بین نسل‌های جوان که سگ‌ها را به عنوان حیوانات خانگی و حیوانات خدماتی تلقی می‌کنند. گفته می‌شود، از نظر تاریخی، مصرف گوشت سگ را می‌توان به دوران باستان ردیابی کرد. استخوانهای سگ در یک شهرک نوسنگی در شهرستان چانگنیئونگ، استان گئونگسانگ جنوبی حفاری شدند. نقاشی دیواری در مجموعه آرامگاه‌های گوگوریو در استان هوانگای جنوبی، یک میراث جهانی یونسکو که مربوط به قرن چهارم میلادی است، یک سگ ذبح شده را در یک انبار به تصویر می‌کشد.

## سینی غذا

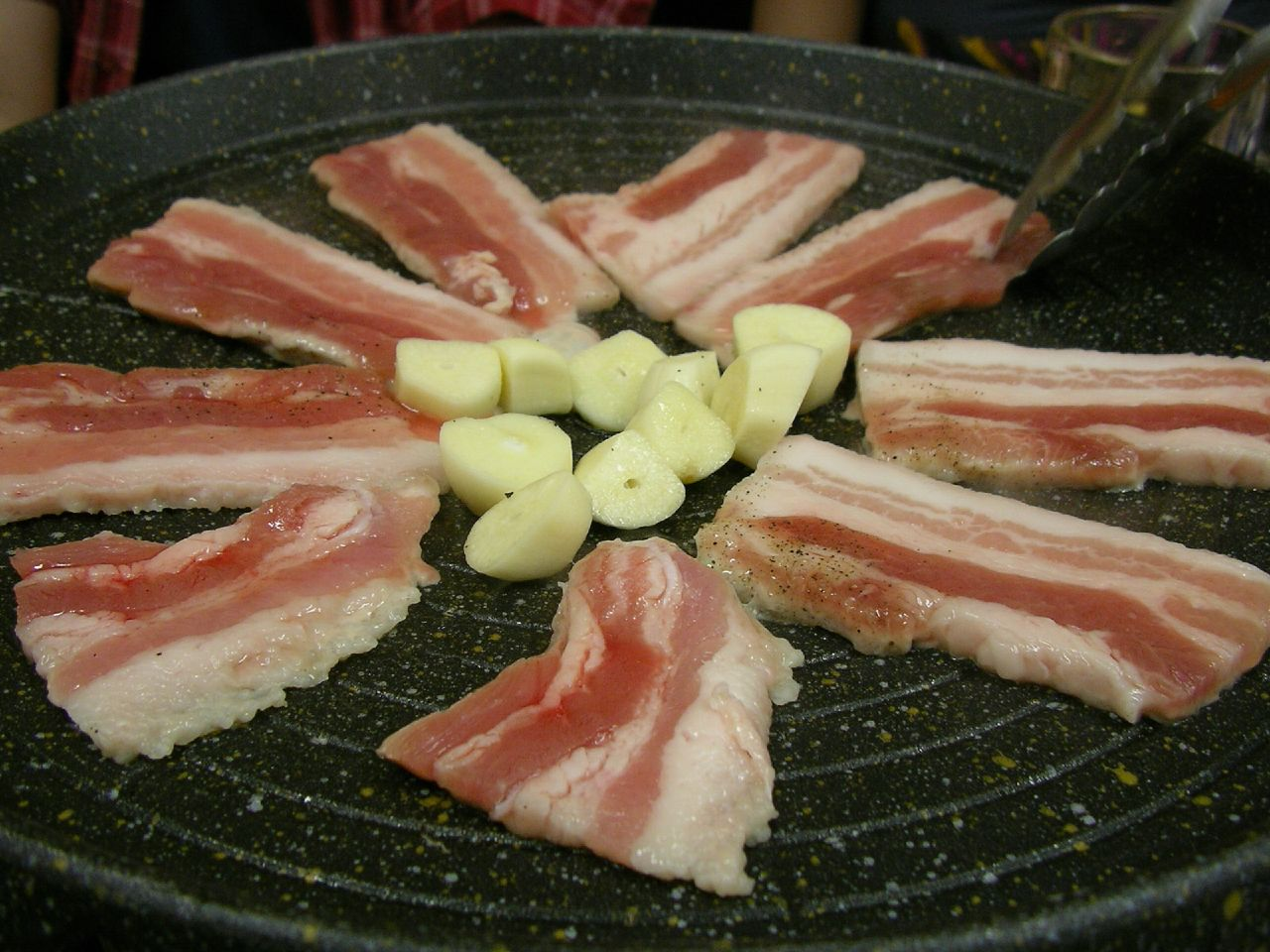
سامگیوپسال

### کیمچی
یک خوراک تخمیر شده سنتی کره‌ای است که از سبزیجات و ادویه‌جات گوناگون و البته بیشتر اوقات با نوعی کلم چینی به نام بائچو (baechu) و فلفل قرمز درست می‌شود. کره‌ای‌ها به‌طور معمول و روزمره کیمچی را به عنوان غذای فرعی و مکمل (banchan) در وعده‌های غذایی همراه با برنج می‌خورند.
کیمچی همچنین به عنوان عنصری از خوراک‌های ترکیبی دیگر نیز به‌کار می‌رود. مردم کره بر این عقیده‌اند که کیمچی باید در هر جایی که یک کره‌ای حضور دارد وجود داشته باشد. آن‌چنان‌که این غذا به همراه نخستین فضانورد تاریخ کره جنوبی (یی سو یئون) با فضاپیمای سایوز به فضا فرستاده شد.

## آشپزی منطقه‌ای و متنوع

### آشپزی بودایی
نوعی آشپزی است که در آن گوشت بکار نمی‌رود و به‌جای آن حبوبات، غلات و سبزیجات استفاده می‌شود. بر طبق قوانین دین بودا راهبان بودایی از کشتن حیوانات منع شده‌اند همچنین در یکی از دو شاخهٔ اصلی دین بودا به نام مهایانه خوردن گوشت مجاز نیست.

## آداب و رسوم

### نوشیدنی‌ها
سوجونوشیدنی تقطیری کره‌ای است که طعم نزدیکی به ودکا دارد. هرچند طعم آن به واسطه افزودن شکر در مراحل تهیه شیرین‌تر است. سوجو به‌طور سنتی از برنج تهیه می‌شود اما امروزه بیشتر تولیدکنندگان سوجو در کنار برنج، سوجو را با گندم، جو و سیب زمینی نیز تولید می‌کنند. میزان الکل موجود در سوجو بین ۱۸٫۵٪ تا ۴۵٪ است.